# گولنسدورف
گولنسدورف (به آلمانی: Gollensdorf) یک منطقهٔ مسکونی در آلمان است که در تسهرنتال واقع شده‌است. گولنسدورف ۳۰۲ نفر جمعیت دارد.